# زیبای خفته
زیبای خفته (به فرانسوی: La Belle au bois dormant) نام یک افسانه فولکلوریک اروپایی در قرن شانزدهم میلادی درباره یک شاهزاده خانم است که بر اثر نفرین یک پری بدجنس، پس از سوراخ شدن انگشتش با دوک نخ‌ریسی، به خواب عمیقی فرو می‌رود و تا صد سال بعد که شاهزاده‌ای او را از خواب بیدار می‌کند، در آن حالت باقی می‌ماند.
اولین ورژن این داستان در نوشته فرانسوی پرسفورست که بین سال‌های ۱۳۳۰ و ۱۳۴۴ میلادی نوشته شده است یافت شده است. این افسانه در سال ۱۶۳۴ توسط جیامباتیستا باسیل ایتالیایی با عنوان خورشید، ماه و تالیا منتشر شد.

## منشاء و تاریخچه
محققان در مورد منشأ این افسانه اختلاف نظر دارند. برخی تردید دارند که این افسانه سنت شفاهی (مهم) داشته است و بر این باورند که عمدتاً یک افسانه کتاب ادبی از قرون وسطی بوده است. برخی دیگر فکر می‌کنند که این افسانه منشأ بسیار قدیمی تری دارد و شباهت‌هایی با داستانی از حماسه زیگفرید دارند که در آن والکیری سیگفریدا توسط اودین به خواب می‌رود.
قدیمی‌ترین نسخه شناخته‌شده این افسانه در اثر فرانسوی پرسه‌فورست در قرن چهاردهم آمده است. در قرن هفدهم، جیامباتیستا باسیل نسخه‌ای از این داستان را با نام خورشید، ماه و تالیا در مجموعه پنتامرونه منتشر کرد. شارل پرو نیز در سال ۱۶۹۷ نسخه مشهور خود را در کتاب داستان‌ها یا قصه‌های زمان گذشته چاپ کرد. نسخه‌ای که توسط برادران گریم در آلمان گردآوری شد، با الهام از روایت پرو و برخی تغییرات فرهنگی منتشر شد و نام "رز خار‌آلود کوچک" برای شاهزاده به کار رفت.

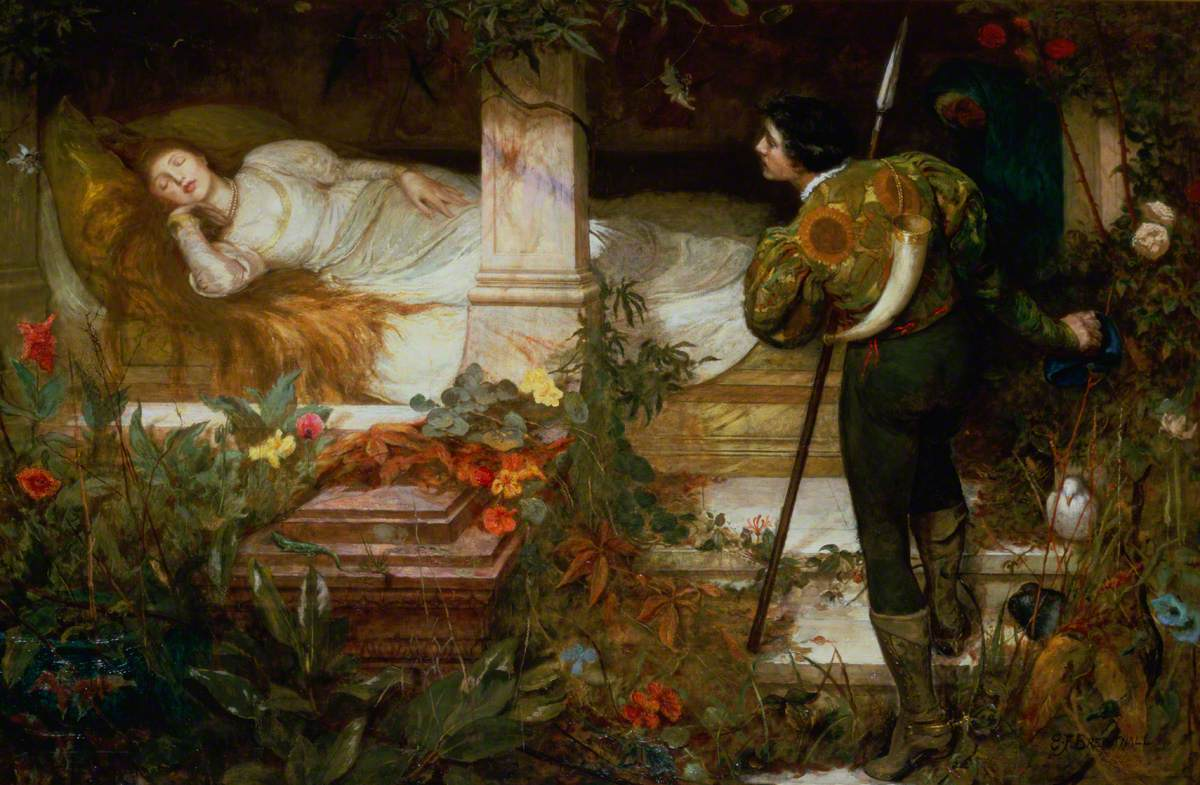
زیبای خفته اثر «ادوارد فردریک بروتنال»

## خلاصه داستان
در پادشاهی دور، پادشاه و ملکه پس از سال‌ها انتظار، دختری به دنیا می‌آورند. در جشن تعمید شاهزاده‌خانم، هفت پری خوب دعوت می‌شوند تا به او هدایایی همچون زیبایی، مهربانی و استعدادهای هنری بدهند. اما پری هشتم که فراموش شده بود، خشمگین شده و پیش‌بینی می‌کند که دختر روزی با دوک نخ‌ریسی انگشتش را سوراخ کرده و خواهد مرد.
پری هفتم، که هنوز هدیه خود را نداده بود، نمی‌تواند نفرین را به‌کلی از بین ببرد اما آن را تغییر می‌دهد: شاهزاده‌خانم نمی‌میرد، بلکه به خواب عمیقی فرو می‌رود که صد سال ادامه خواهد داشت و در پایان، شاهزاده‌ای او را بیدار خواهد کرد.
پادشاه همه دوک‌های نخ‌ریسی را از پادشاهی خود ممنوع می‌کند، اما سرنوشت اجتناب‌ناپذیر است. روزی، شاهزاده‌خانم در قلعه گردش می‌کند و پیرزنی را در حال نخ‌ریسی می‌بیند. از او می‌خواهد که امتحان کند، اما همان لحظه انگشتش سوراخ شده و به خواب می‌رود.
پادشاه و ملکه دخترشان را بر روی تختی از طلا و نقره قرار می‌دهند. پری مهربان، که از آینده آگاه است، همه اهالی قلعه و حتی حیوانات را نیز به خواب می‌برد تا شاهزاده تنها نباشد. سپس با طلسم خود، جنگلی پر از خار و درختان بلند پیرامون قلعه می‌روید تا از آن محافظت کند.
صد سال بعد، شاهزاده‌ای جوان از وجود قلعه‌ای افسانه‌ای مطلع می‌شود. در میان درختان و خارها پیش می‌رود که به طور معجزه‌آسا راه را برای او باز می‌کنند. وارد قلعه می‌شود و شاهزاده‌خانم خفته را می‌یابد. با دیدن زیبایی خارق‌العاده او، دلباخته شده و او را می‌بوسد. شاهزاده‌خانم از خواب بیدار می‌شود و بلافاصله دل در گرو عشق او می‌سپارد. بقیه قلعه نیز از خواب بیدار می‌شود.
در برخی روایت‌ها مانند نسخه پرو، این زوج صاحب دو فرزند به نام‌های سحر (Aurora) و روز (Jour) می‌شوند. اما مادر پادشاه، زنی آدم‌خوار، تلاش می‌کند کودکان و سپس شاهزاده‌خانم را بخورد. آشپز وفادار، کودکان را پنهان می‌کند و به‌جای آن‌ها گوشت حیوانات را می‌پزد. در نهایت، پادشاه برمی‌گردد، حقیقت آشکار می‌شود و مادر بدجنس به سزای اعمالش می‌رسد.

## نسخه باسیل
در نسخه خورشید، ماه و تالیا اثر جیامباتیستا باسیل، تالیا در اثر فرو رفتن قطعه‌ای از کتان در انگشتش به خواب فرو می‌رود. پدرش او را در قصر رها می‌کند. روزی پادشاهی او را می‌یابد، بدون رضایت او با او همبستر می‌شود و او را باردار می‌کند. تالیا در خواب دوقلوهایی به نام خورشید و ماه به دنیا می‌آورد. یکی از نوزادان، تکه کتان را از انگشتش بیرون می‌کشد و تالیا بیدار می‌شود. پس از ماجراهایی، پادشاه با تالیا ازدواج می‌کند.

## تفسیر و نقد
برخی منتقدان مدرن مانند فمینیست‌ها، داستان زیبای خفته را به‌دلیل منفعل بودن شخصیت زن مورد نقد قرار داده‌اند. آن‌ها می‌گویند که شاهزاده هیچ کنشی در داستان ندارد و تنها منتظر بوسه شاهزاده باقی می‌ماند. با این حال، برخی دیگر حضور شخصیت‌های زن قوی مانند پری‌های نیک‌خواه یا شرور را نقطه قوت داستان می‌دانند.

## نسخه‌های مختلف
افسانه زیبای خفته در فرهنگ‌های مختلف با تغییراتی روایت شده است:
- در روایت برادران گریم، شاهزاده "رز خارآلود کوچک" نام دارد و داستان تنها تا بیدار شدن او ادامه دارد.
- در برخی روایت‌ها، به‌جای مادرِ آدم‌خوار، ملکه‌ای بدجنس نقش منفی را ایفا می‌کند.
- در نسخه‌ای ایتالیایی، طلسم ناشی از آرزوی مادر است.
- در بعضی روایت‌های روسی یا عربی، شاهزاده با موجودات فراطبیعی درگیر می‌شود.

## نام‌های شخصیت
- در باسیل: تالیا
- در پرو: بدون نام، اما دخترش اورورا نام دارد.
- در گریم: رز خارآلود کوچک (Briar Rose)
- در نسخه دیزنی: اورورا، با نام کودکی بریار رز

## میراث فرهنگی
این افسانه پایه الهام برای باله معروف چایکوفسکی، اپراها، فیلم‌ها، داستان‌ها و نمایش‌های بسیاری بوده است. نسخه سینمایی والت دیزنی در سال ۱۹۵۹ از مشهورترین اقتباس‌هاست.پیوتر ایلیچ چایکوفسکی آهنگساز روس، در سال ۱۸۹۰، با اقتباس از زیبای خفته و با همین نام، برای بالهٔ سن پترزبورگ یک قطعه موسیقی تصنیف کرد. همچنین شرکت والت دیزنی در سال ۱۹۵۹ فیلمی کارتونی براساس این داستان ساخت.

## نگارخانه

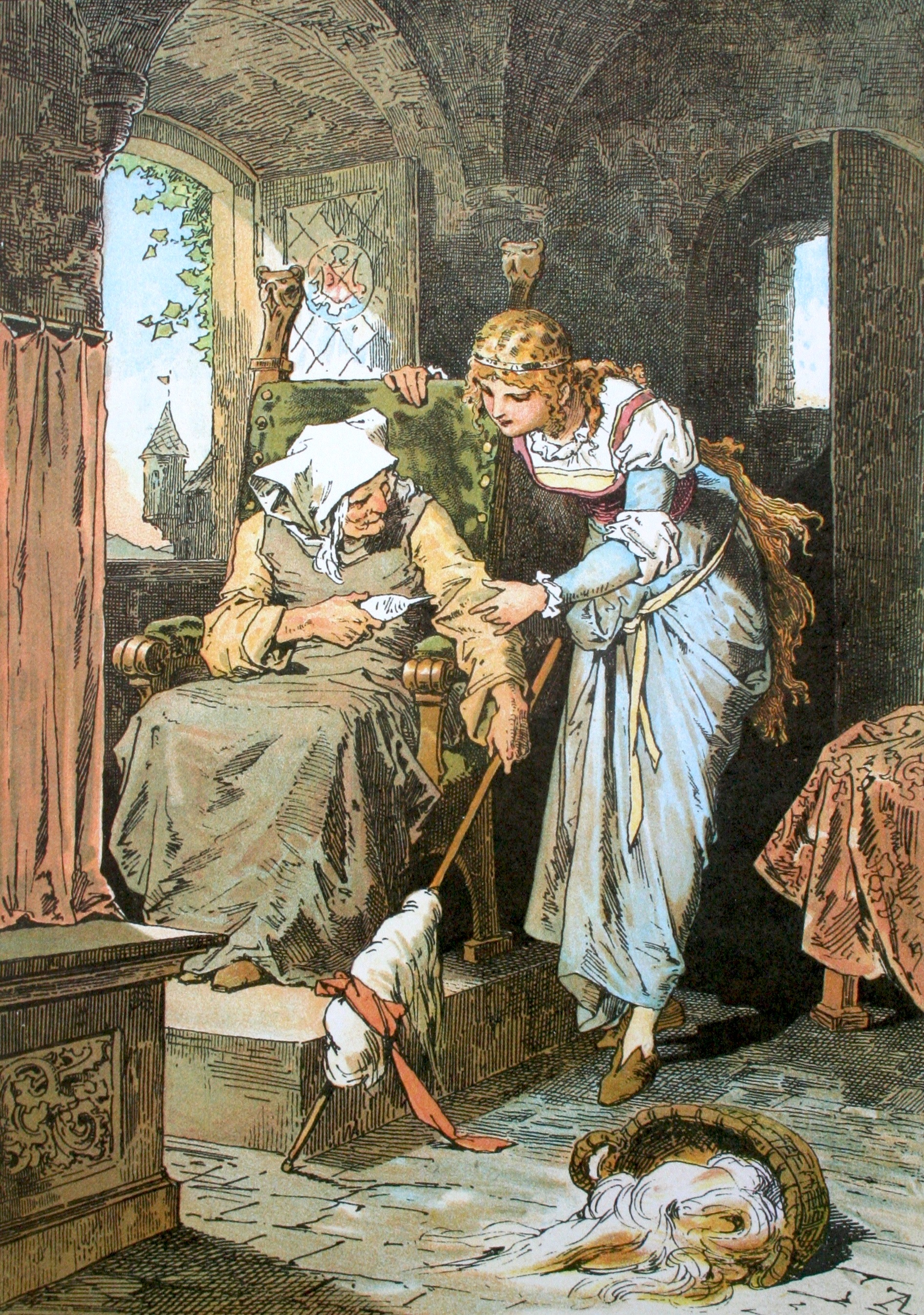
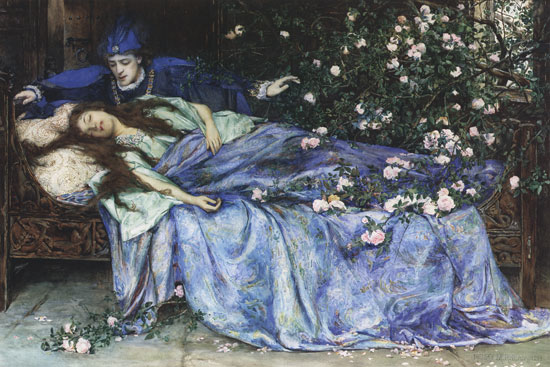
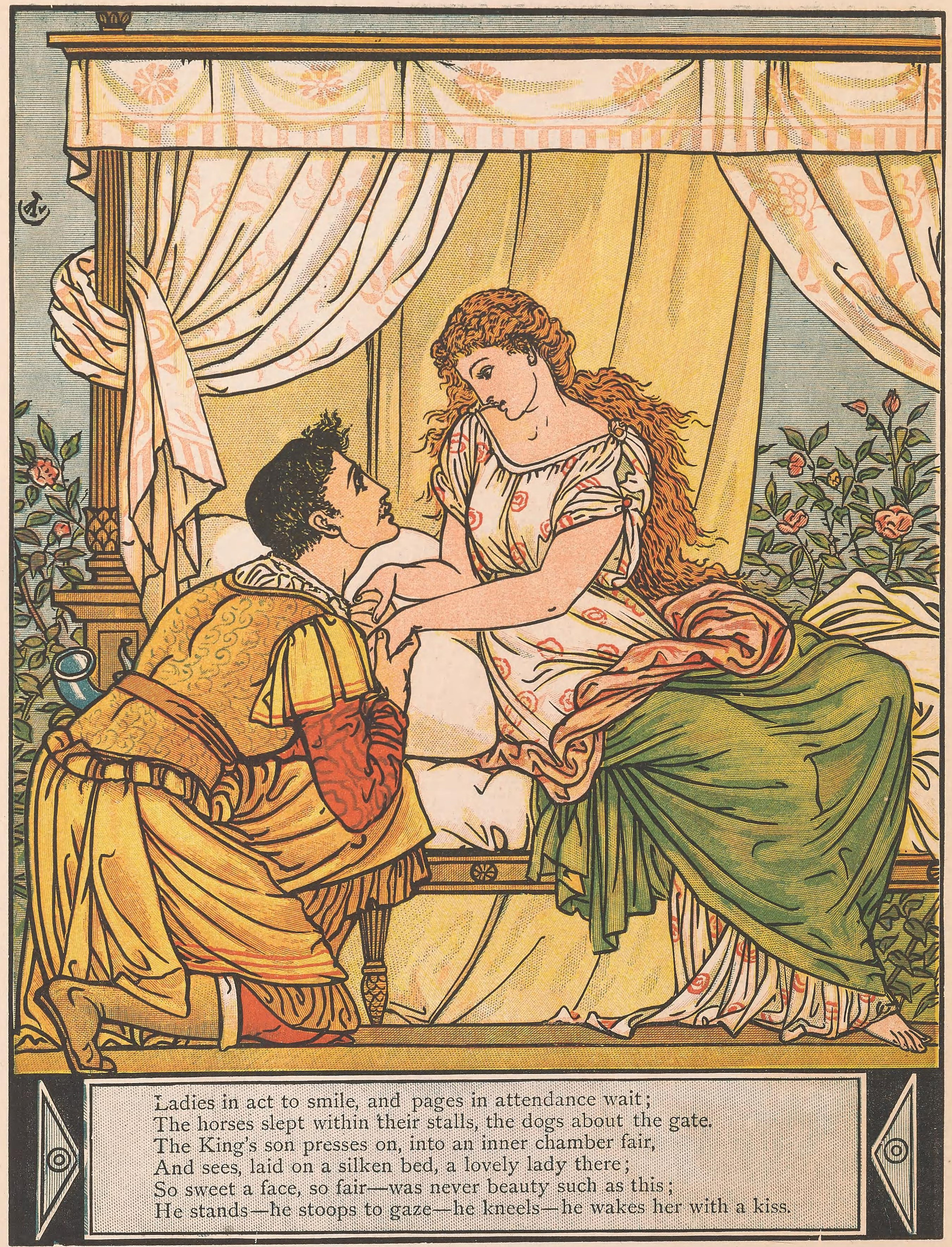
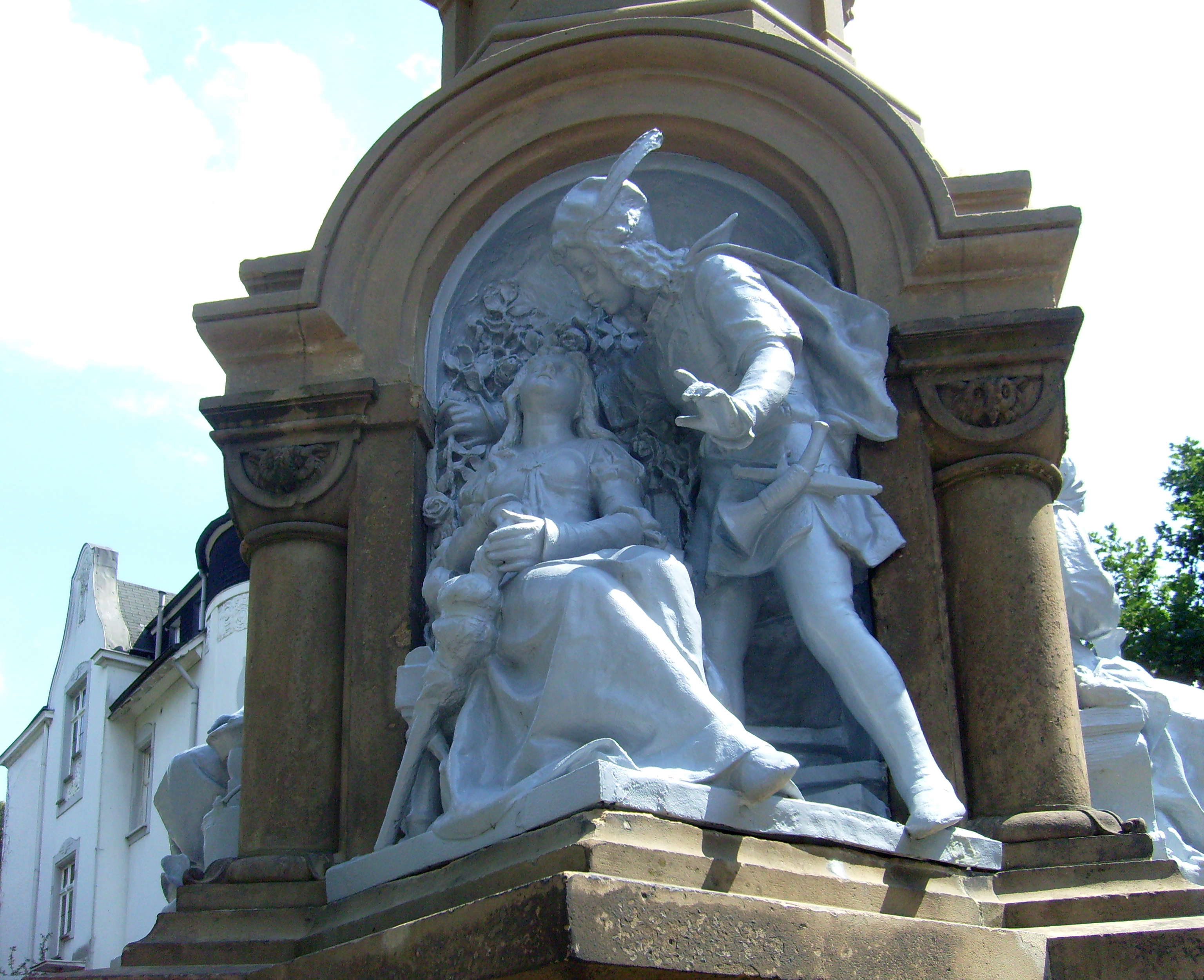
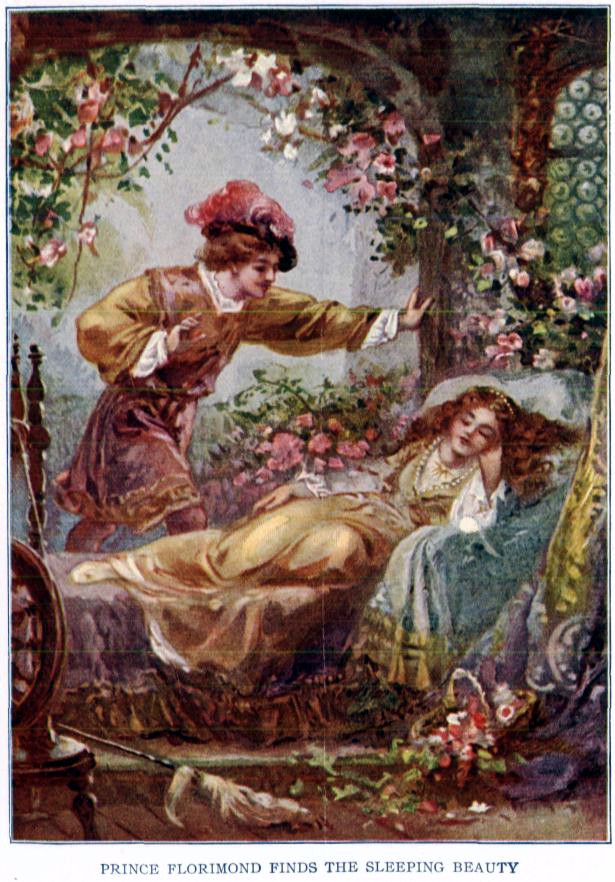
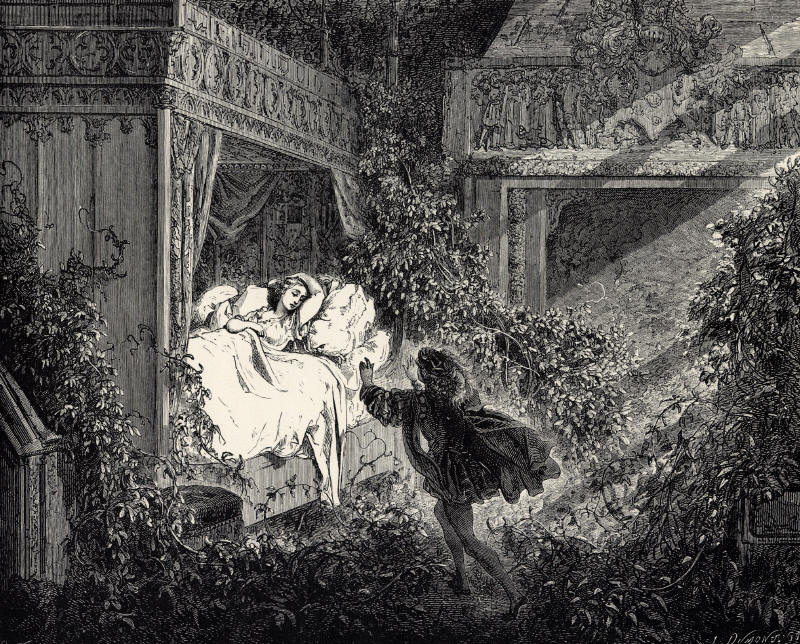
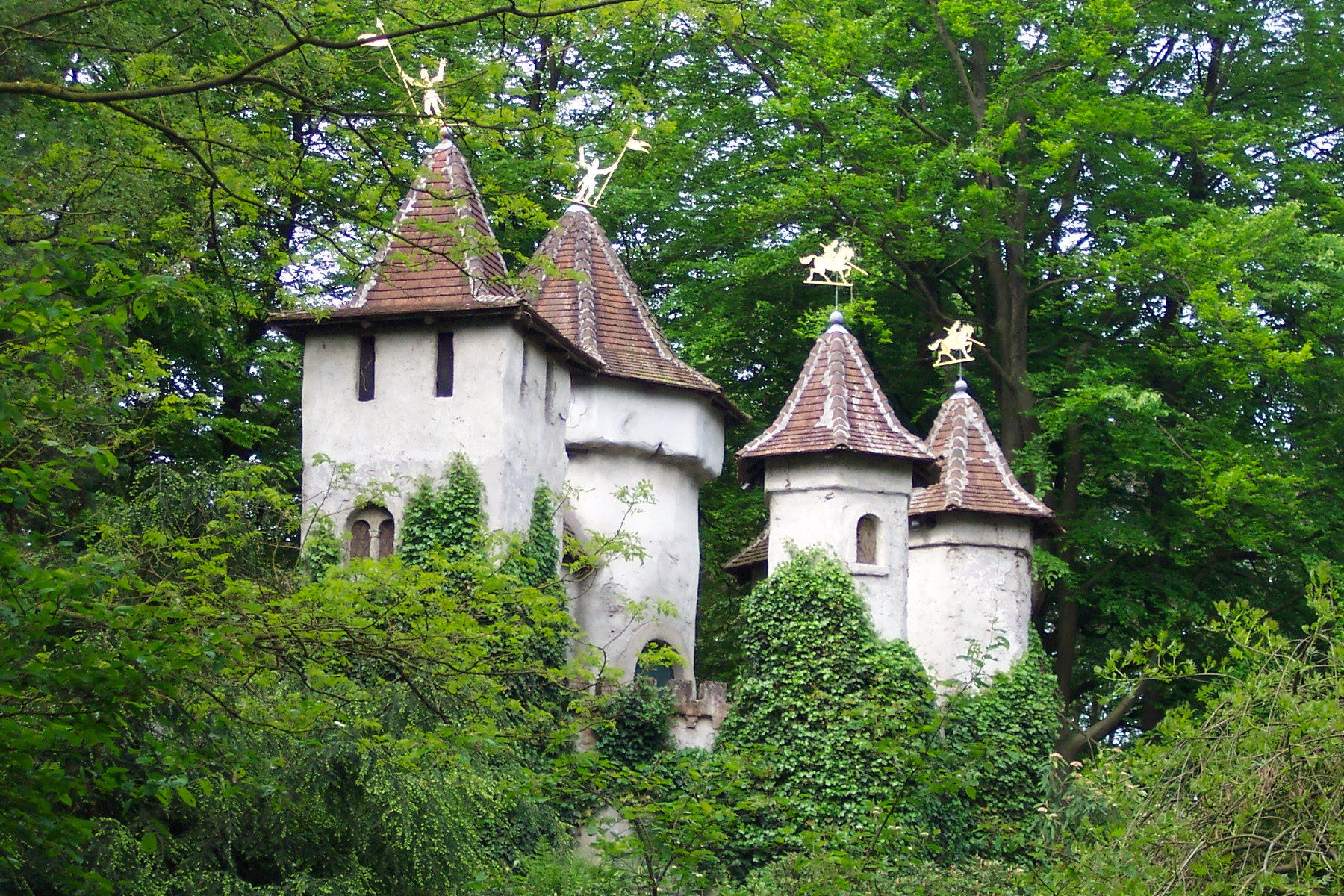